# Helter Skelter (téléfilm, 2004)
Pour les articles homonymes, voir Helter Skelter (homonymie).
Helter Skelter : La folie de Charles Manson est un téléfilm américain classé dans le genre action-drame-horreur. Il est basé sur l’histoire véritable de Charles Manson et sa secte, « la famille Manson », qui assassinèrent plusieurs personnes dans la nuit du 9 août ainsi que du 10 août 1969. Cet horrible évènement changea à jamais le tout Hollywood et mettra un terme au flower power, période des années 60-70 où des groupes de hippie prônaient leur idéologie non-violente.

## Synopsis
Le déroulement de l'action se situe en 1969, à Los Angeles, et retrace le parcours macabre de la « famille Manson », secte dirigée par le gourou Charles Manson. Il relate notamment les évènements de la nuit du 9 août 1969, ou 4 membres de la famille Manson pénètrent dans une villa de luxe près de Benedict Canyon et y assassinèrent toutes les personnes présentes, y compris Sharon Tate, actrice et femme de Roman Polanski.

## Fiche technique
- Réalisation : John Gray
- Producteur : Vincent Bugliosi
- Producteurs exécutifs : Vincent Bugliosi, Peter Miller, Mark Wolper
- Scénaristes : Vincent Bugliosi, Curt Gentry, John Gray
- Compositeur : Ernie Mannix, Mark Snow
- Compagnie : Lakeside Productions
- Durée : 137 minutes

## Distribution
- Jeremy Davies : Charles Manson
- Clea DuVall : Linda Kasabian
- Allison Smith : Patricia 'Katie' Krenwinkel
- Eric Dane : Charles "Tex" Watson
- Mary Lynn Rajskub : Lynette 'Squeaky' Fromme
- Michael Weston : Bobby Beausoleil
- Hal Ozsan : Joey Dimarco
- Rick Gomez : Milio
- Robert Joy : le détective Morrisy
- Graham Beckel : Jerry
- Chris Ellis : Sgt. Whiteley
- Isabella Hofmann : Rosemary LaBianca
- Robert Costanzo : Leno LaBianca
- Yvonne Delarosa : Catherine 'Gypsy' Share
- Whitney Dylan : Sharon Tate
- Marek Probosz : Roman Polanski
- Marguerite Moreau : Susan 'Sadie' Atkins
- Catherine Wadkins : Leslie Van Houten
- Elizabeth Ann Bennett : Abigail Folger
- George Tasudis : Voytek Frykowski
- Patrick Fabian : Jay Sebring
- Lance Ohnstad : Steve Parent

## Nominations
- Nommé en 2004 au Artios Awards pour le meilleur casting pour le téléfilm de la semaine pour Phyllis Huffman
- Nommé en 2004 au Emmy Awards pour la musique pour Mark Snow (composer)
- Nommé en 2005 au Golden Satellite Award

## Autres films du même titre
- 1929 : Helter Skelter, par Charles Lamont
- 1949 : Helter Skelter, par Ralph Thomas
- 1976 : Helter Skelter, par Tom Gries
- 2000 : Helter Skelter, par Jesús Franco